# Mur de Trajan

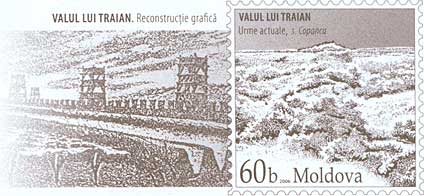
Le mur de Trajan sur un timbre moldave.

Le mur de Trajan (Valul lui Traian en roumain) est un ensemble de fortifications (vallum) situées en Europe de l'Est qui relie la mer Noire au Danube en actuelle Roumanie. Il a pour but la défense du limes d'Europe orientale.

Contrairement à ce que son nom indique, ce mur ne date pas de l’époque de Trajan, mais de périodes ultérieures à son règne.

Murs romains en Roumanie.

## Configuration
Les fortifications étaient constituées d'un mur de 8,5 m sur 3,5 m ainsi que moins 32 forts et 31 fortins, actuellement découverts.

## Redécouverte
Les fortifications étaient, depuis longtemps, connues localement mais étaient attribués aux byzantins ou à des États du Moyen Âge. Ce n'est que grâce à l'analyse d'image aériennes et satellites déclassifiées que le mur fut clairement identifié, par des scientifiques de l'université de Glasgow.